# Encyrtocephalus bellus
Encyrtocephalus bellus är en stekelart som först beskrevs av Girault 1921.  Encyrtocephalus bellus ingår i släktet Encyrtocephalus och familjen puppglanssteklar. Inga underarter finns listade i Catalogue of Life.